# Thanh Tú (diễn viên)
Thanh Tú (tên thật Vũ Thanh Tú, sinh ngày 13 tháng 8 năm 1944) là một nữ diễn viên điện ảnh và kịch nói Việt Nam.

## Tiểu sử và sự nghiệp
Thanh Tú sinh ngày 13 tháng 8 năm 1944 trong một gia đình trí thức ở Hà Nội. Bà là con thứ hai trong một gia đình có 8 anh chị em, cha bà nguyên là Thứ trưởng Bộ Xây dựng. Năm 9 tuổi, bà được gửi đi học tại Trung Quốc trong chương trình dành cho con em cán bộ cấp cao. Trở về nước, Thanh Tú học ở trường THPT Chu Văn An, sau đó đi học Đại học Kiến trúc. Đang học trường Kiến trúc, bà bỏ đi sang thi vào Đoàn văn công Hà Nội. Từ năm 1960 đến 1964, bà theo học và tốt nghiệp tại tốt nghiệp Trường Sân khấu Hà Nội (nay là Đại học Sân khấu Điện ảnh Hà Nội). Bà trở thành một diễn viên kịch, từng thành công với những vai diễn như: Hương Giang trong vở Tiền tuyến gọi do đạo diễn Trần Hoạt dàn dựng, Tanhia trong vở kịch cùng tên, đạt kỉ lục với hơn 1200 suất diễn; quận chúa Minfo trong Âm mưu và tình yêu, đây cũng là vở diễn thành công nhất của bà.
Năm 1966, Thanh Tú đóng bộ phim đầu tiên với vai Thảo trong bộ phim Biển lửa của đạo diễn Phạm Kỳ Nam. Bà kết hôn với đạo diễn Phạm Kỳ Nam trong năm đó. Năm 1969, bà tiếp tục thể hiện vai cô diễn viên Hương Giang trong bộ phim chuyển thể từ vở kịch cùng tên Tiền tuyến gọi, do Phạm Kỳ Nam đạo diễn. Sau Tiền tuyến gọi, bà tiếp tục vào vai mẹ bé Hà trong phim Em bé Hà Nội (1974), vai chị Hảo trong Vùng trời (1975). Năm 1976, bà giành được thành công lớn với vai Nhu trong bộ phim Sao tháng tám của đạo diễn Trần Đắc. Với vai diễn này, bà đã giành giải Nữ diễn viên xuất sắc nhất ở Liên hoan phim Việt Nam lần thứ IV năm 1977, được Ủy ban phụ nữ toàn Liên bang Xô Viết trao giải đặc biệt khi dự Liên hoan phim Moskva. Sau thành công quá lớn của vai Nhu, bà từ chối tham gia các dự án điện ảnh khác cho đến năm 1984.
Từ năm 1979 đến 1983, bà theo học khoá đạo diễn sân khấu ở trường Đại học Sân khấu Điện ảnh Hà Nội. Bà là đạo diễn của nhà hát kịch, từng đạo diễn các vở như Đỉnh cao và vực thẳm (1989), Cơ đấm (1991), Thị trường trái tim (1993), Thoát vòng tục lụy (1994). Bà trở lại điện ảnh từ năm 1984 với những bộ phim Tình yêu và khoảng cách, Truyện cổ tích cho tuổi 17, Thời hiện tại, Gánh hàng hoa, Mối tình sau song sắt. Tuy nhiên những vai diễn này không vượt qua được đỉnh cao là Nhu trong Sao tháng Tám.
Ngoài công việc diễn xuất, bà còn là một giảng viên tham gia đào tạo các diễn viên truyền hình, phát thanh viên và MC.
Cùng với các nghệ sĩ, đạo diễn Ngọc Quỳnh, Ngô Mạnh Lân, Phương Thanh, Hải Ninh, Trà Giang, Nguyễn Hồng Sến, Trần Vũ, Bùi Đình Hạc, Bạch Diệp, Lâm Tới, bà có tên trong Bách khoa toàn thư điện ảnh Liên Xô. Bà đã được phong tặng danh hiệu Nghệ sĩ Ưu tú. Năm 2023, bà được phong tặng danh hiệu Nghệ sĩ Nhân dân.

## Vai diễn

### Phim điện ảnh
| Năm  | Phim                             | Vai diễn       | Đạo diễn                            |
| ---- | -------------------------------- | -------------- | ----------------------------------- |
| 1966 | Biển lửa                         | Thảo           | NSND Phạm Kỳ Nam, NGND Lê Đăng Thực |
| 1969 | Tiền tuyến gọi                   | Hương Giang    | NSND Phạm Kỳ Nam                    |
| 1974 | Em bé Hà Nội                     | Hương Trà      | NSND Hải Ninh                       |
| 1975 | Vùng trời                        | Hảo            | NSND Huy Thành                      |
| 1976 | Sao tháng Tám                    | Nhu            | NSND Trần Đắc                       |
| 1984 | Tình yêu và khoảng cách          | Bích           | NSƯT Đức Hoàn                       |
| 1988 | Truyện cổ tích cho tuổi mười bảy | Thu            | NSƯT Xuân Sơn                       |
| 1988 | Thời hiện tại                    | Dạ Thảo        | NSND Trần Đắc                       |
| 1989 | Gánh hàng hoa                    |                | NSND Trần Đắc                       |
| 1991 | Mối tình sau song sắt            | Vợ Tư Hùng     | NSND Nguyễn Khắc Lợi                |
| 1996 | Đêm trắng                        | Trang          | NSND Bạch Diệp                      |
| 2011 | Lời thú nhận của Eva             | Bà ngoại       | Nguyễn Mạnh Hà                      |
| 2015 | Khép mắt chờ ngày mai            | Bà Lan         | NSƯT Vũ Trường Khoa                 |
| 2015 | Hôn nhân trong ngõ hẹp           | Bà Nguyệt      | NSƯT Vũ Trường Khoa                 |
| 2024 | Gặp em ngày nắng                 | Bà Tâm         | Nguyễn Đức Hiếu                     |
| 2024 | Mình yêu nhau, bình yên thôi     | Bà nội Đức Anh | Lê Đỗ Ngọc Linh                     |
| 2024 | Hoa sữa về trong gió             | Bà Cúc         | Bùi Tiến Huy                        |

### Kịch
- Tanhia (1976)... Tanhia
- Âm mưu và ái tình (1979)... quận chúa Minfo